# Arefleksja
Arefleksja – całkowite zniesienie odruchów; częściowe zniesienie odruchów nazywa się hiporefleksją. Arefleksja odruchów skórnych występuje w przebiegu uszkodzenia ośrodkowego neuronu ruchowego, arefleksja odruchów głębokich typowa jest dla obrazu uszkodzenia dolnego neuronu ruchowego. 